# Chasing Dorotea (musikalbum)
Chasing Dorotea är Chasing Doroteas självbetitlade debutalbum, utgivet 2002. På skivan medverkade bland andra skådespelaren Tuva Novotny som gästsångerska.

## Låtlista
Där inte annat anges är låtarna skrivna av Christopher Sander.
1. "The Anchor Song" - 4:00
2. "Crackin Up" - 4:04 (César Vidal[2])
3. "Dreamer" - 3:42
4. "Tuva Song" - 3:42
5. "In April" - 4:43
6. "All I Want" - 3:16
7. "A Long Time Ago" - 5:10
8. "Paris Rain in July" - 4:04
9. "Early Morning Mist" - 4:14
10. "Memory" - 5:20
11. "Dark Angel" - 1:32

## Personal
- Andreas Jeppson - piano, orgel
- Christopher Sander - producent, sång, handklapp, melodica
- Erik Westerberg - elgitarr
- Hugo Waara - bas
- Mattias Bergqvist - trummor, sång, handklapp, tamburin, producent
- Sariana Cortes - sång
- Tobias Einestad - trumpet
- Tuva Novotny - sång på "The Anchor Song"